# Masters 1976
La 7 edición de la Tennis Masters Cup se realizó del 5 al 12 de diciembre del 1976 en Houston, Estados Unidos.

## Individuales

### Clasificados
- Manuel Orantes
- Wojtek Fibak
- Roscoe Tanner
- Harold Solomon
- Brian Gottfried
- Eddie Dibbs
- Raúl Ramírez
- Guillermo Vilas

### Grupo A
| Resultados Round Robin-Win | Result-Res | -Winner-Winner-Winner-Win | -Score-Score-Score-Score |
| -------------------------- | ---------- | ------------------------- | ------------------------ |
| Harold Solomon (USA)       | derrota a  | Brian Gottfried (USA)     | 6–4, 6–2                 |
| Harold Solomon (USA)       | derrota a  | Raúl Ramírez (MEX)        | 6–2, 6–2                 |
| Brian Gottfried (USA)      | derrota a  | Guillermo Vilas (ARG)     | 6–3, 2–6, 6–4            |
| Brian Gottfried (USA)      | derrota a  | Raúl Ramírez (MEX)        | 4–6, 6–3, 6–0            |
| Guillermo Vilas (ARG)      | derrota a  | Harold Solomon (USA)      | 6–3, 4–6, 6–4            |
| Guillermo Vilas (ARG)      | derrota a  | Raúl Ramírez (USA)        | 7–6, 2–6, 7–5            |

### Grupo B
| Resultados Round Robin-Win | Result-Res | -Winner-Winner-Winner-Win | -Score-Score-Score-Score |
| -------------------------- | ---------- | ------------------------- | ------------------------ |
| Manuel Orantes (ESP)       | derrota a  | Eddie Dibbs (USA)         | 6–4, 6–2                 |
| Manuel Orantes (ESP)       | derrota a  | Roscoe Tanner (USA)       | 7–6, 6–3                 |
| Wojtek Fibak (POL)         | derrota a  | Eddie Dibbs (USA)         | 6–2, 6–4                 |
| Wojtek Fibak (POL)         | derrota a  | Manuel Orantes (ESP)      | 7–5, 7–6                 |
| Eddie Dibbs (USA)          | derrota a  | Roscoe Tanner (USA)       | 6–4, 7–5                 |
| Roscoe Tanner (USA)        | derrota a  | Wojtek Fibak (POL)        | 7–6, 6–3                 |

### Eliminatorias
|  | Semifinales | Semifinales     | Semifinales | Semifinales  | Semifinales | Semifinales | Semifinales    |   |   | Final | Final | Final | Final | Final | Final | Final |  |
|  |             |                 |             |              |             |             |                |   |   |       |       |       |       |       |       |       |  |
|  |             |                 |             |              |             |             |                |   |   |       |       |       |       |       |       |       |  |
|  |             | Harold Solomon  | 4           | 3            | 4           |             |                |   |   |       |       |       |       |       |       |       |  |
|  |             | Harold Solomon  | 4           | 3            | 4           |             |                |   |   |       |       |       |       |       |       |       |  |
|  |             | Manuel Orantes  | 6           | 6            | 6           |             |                |   |   |       |       |       |       |       |       |       |  |
|  |             | Manuel Orantes  | 6           | 6            | 6           |             | Manuel Orantes | 5 | 6 | 0     | 7     | 6     |       |       |       |       |  |
|  |             |                 |             |              |             |             |                | 5 | 6 | 0     | 7     | 6     |       |       |       |       |  |
|  |             |                 |             | Wojtek Fibak | 7           | 2           | 6              | 6 | 1 |       |       |       |       |       |       |       |  |
|  |             | Guillermo Vilas | 2           | Wojtek Fibak | 7           | 2           | 6              | 6 | 1 | 2     | 7     | 6     | 6     |       |       |       |  |
|  |             | Guillermo Vilas | 2           |              |             |             |                |   |   | 2     | 7     | 6     | 6     |       |       |       |  |
|  |             | Wojtek Fibak    | 6           | 6            | 5           | 3           | 8              |   |   |       |       |       |       |       |       |       |  |
|  |             | Wojtek Fibak    | 6           | 6            | 5           | 3           | 8              |   |   |       |       |       |       |       |       |       |  |
|  |             |                 |             |              |             |             |                |   |   |       |       |       |       |       |       |       |  |

Campeón :  Manuel Orantes
| Predecesor: 1975 | ATP World Tour Finals 1976 | Sucesor: 1977 |

- Datos: Q1996300